# George Nicholas Georgano
George Nicholas Georgano (* 1932 in London; † 22. Oktober 2017) war ein britischer Autor und Automobilhistoriker. Sein bekanntestes Werk ist The Complete Encyclopedia of Motorcars, das 1968 erstveröffentlicht wurde.

## Geschichte
Georgano studierte an der Universität in Oxford und schloss sein Studium als Lehrer ab. Anschließend arbeitete er in seinem Beruf an einer Grundschule. Seine erste Veröffentlichung war „The World’s Automobiles“, das er als Co-Autor zusammen mit Ralph Doyle schrieb. 1968 veröffentlichte er die „The Complete Encyclopedia of Motorcars“. Von 1976 bis 1981 wirkte Georgano am National Motor Museum in Beaulieu als Chefbibliothekar.

## Schriften (Auswahl)

### Als Autor
für Erwachsene
- The American Automobile. A Centenary.
  - deutsch: 100 Jahre amerikanische Automobile. Motorbuch Verlag, Stuttgart 1993, ISBN 3-613-01549-8.
- The Art of the American Automobile. The Greatest Stylists and Their Work. Prion Books, London 1995, ISBN 1-85375-163-4.
- Cars of the 70s and 80s.
  - deutsch: Die schönsten Autos der 70er und 80er Jahre. Motorbuch Verlag, Stuttgart 1998, ISBN 3-613-01892-6.
- The Bentley. (= Shire album. 292). Shire Books, Princes Risborough 1993, ISBN 0-7478-0192-4.
- Cars. 1886–1930.
  - deutsch: Die schönsten Autos. 1886–1930. Motorbuch Verlag, Stuttgart 1990, ISBN 3-613-01327-4.
- Cars 1930–2000. The Birth of the Modern Car. Totri Books, New York 2004, ISBN 1-57717-210-8.
- The source book of Classic Cars. Ward Lock, London 1977, ISBN 0-7063-5039-1.
- The Classic Rolls-Royce. Bison Books, London 1989, ISBN 0-86124-112-6.
- mit Lord Montagu of Beaulieu: Early Days on the Road. An Illustrated History 1819–1941. Universe Books, New York 1976, ISBN 0-87663-243-6.
- Electric Vehicles (= Shire album. 325). Shire Books, Prince Risborough 1996, ISBN 0-7478-0316-1.
- Histoire Illustrée des Camions. 1896–1920. Éd. Vilo, Paris 1978.
- A History of Sports Cars. Nelson Books, London 1970.
- A History of the London Taxicab. David & Charles, Newton Abbot 1972, ISBN 0-7153-5687-9.
- The Humber (Shire album; 244). Shire Books, Princes Risborough 1990, ISBN 0-7478-0057-X.
- The London Taxi (= Shire literary. 150). 2. Auflage. Shire Books, Oxford 2011, ISBN 978-0-7478-0692-9.
- World War Two Military Vehicles. Transport and Halftracks. Osprey Publ., Oxford 2011, ISBN 978-1-85532-406-0.
- A Motor Racing Camera. 1894–1916. David & Charles, Newton Abbot 1976, ISBN 0-7153-7160-6 (i. A. des National Motor Museums)
- Scammell. The Load Movers from Watford. Roundoak Publ., Weldington 1997, ISBN 1-871565-26-X.
- A Source Book of Veteran Cars. Ward Lock, London 1974, ISBN 0-7063-1820-X.
- Sports Cars. History and Development. Johnston Books, London 1987.
- A source book of Vintage and Post-vintage Cars. Ward Lock, London 1974, ISBN 0-7063-1822-6.
- Vintage Cars 1886 to 1930.
- The World Guide to Automobiles. The makers and their marques. Guild Publ., London 1987.
- mit George R. Doyle: The World’s Automobiles 1880–1958, A Record of 75 Years of Car Building. Temple Press, London 1959.
- The World’s Automobiles 1862–1962. A Record of 100 Years of Car Building. Temple Press, London 1963.
- The World’s Commercial Vehicles, 1830–1964. A record of 134 years of commercial vehicle production. Temple Press, London 1965.
- mit Nick Baldwin: World Guide to Automobile Manufacturers. Facts on File, London 1987.
- World Truck Book.
- World Truck Handbook. Jane Publ., London 1983, ISBN 0-7106-0215-4.

für Jugendliche
- Cars 1990 to Present Days. Production Goes World Wide (= A world of wheels series). Mason Crest, London 2002, ISBN 1-59084-489-0.
- Cars of the Fifties. Goodbye Seller's Market (= A world of wheels series). Mason Crest, London 2002, ISBN 1-59084-486-6.
- Cars of the Seventies and Eighties. Hatchbacks for the Sportsman (= A world of wheels series). Mason Crest, London 2002.
- Early and Vintage Years, 1885–1930. The Golden Era of Coachbuilding (= A world of wheel series). Mason Crest, Broomhall, PA 2002.
- The How and Why Wonder Book of the Motor Car. Transworld Books, London 1976.
- Vintage Years, 1920–1930. Mass Production and the Great Boom of Wheels (= A world of wheels series). Mason Crest, Broomhall PA 2002.

### Als Herausgeber
- American Trucks of the Seventies. Warne Books, London 1981, ISBN 0-7232-2765-9.
- The Beaulieu Encyclopedia of the Automobile. Fitzroy Dearborn, Chicago o. J., ISBN 1-57958-293-1. (3 Bände)[4]
- The Beaulieu Encyclopedia of the Automobile. Coachbuilding. Fitzroy Dearborn, Chicago o. J., ISBN 1-57958-367-9.
- Britain's Motor Industry. The First 100 Years. Foulis Publ., Somerset 1995, ISBN 0-85429-923-8.
- Brooklands. A Pictorial History. Beaulieu Books, Loughborough 1995, ISBN 1-85443-129-3.
- mit G. Marshall Naul: The Complete Encyclopedia of Commercial Vehicles. Motorbook International, Osccola, Wisc. 1981, ISBN 0-87341-024-6.
- Encyclopedia of American Automobiles. Dutto Books, New York 1971, ISBN 0-525-09792-9.
- The Encyclopedia of Motor Sport (= Studio Book). Viking Press, New York 1971, ISBN 0-670-29405-5.
- The Encyclopedia of Sportscars. Brompton Books, Greenwich, CT 1998, ISBN 1-890221-13-9.
- A History of Transport. Dent Books, London 1972.[5]
- The source book of Racing and Sports Cars. Ward Lock, London 1973, ISBN 0-7063-1495-6.
- mit Carlo Demand: Trucks. An Illustrated History 1896–1920. Éd. Edita, Lausanne 1978.